# Jorge Moré
Jorge Luis Moré Rojas (Cifuentes, 9 maggio 1958) è un ex cestista cubano.

## Carriera
Con Cuba ha partecipato alle Olimpiadi del 1980, disputando 5 partite e segnando 8 punti.